# Saison 13 de NCIS : Los Angeles
 (mai 2021).
Si vous disposez d'ouvrages ou d'articles de référence ou si vous connaissez des sites web de qualité traitant du thème abordé ici, merci de compléter l'article en donnant les références utiles à sa vérifiabilité et en les liant à la section « Notes et références ».
Chronologie
Saison 12 Saison 14
Cet article présente le guide des épisodes de la treizième saison de la série télévisée américaine NCIS : Los Angeles.

## Généralités
Aux États-Unis et au Canada, cette saison est diffusée du 10 octobre 2021 au 22 mai 2022 sur le réseau CBS et Global.

## Distribution

### Acteurs principaux
- Chris O'Donnell (VF : Jean-Philippe Puymartin) : Agent Spécial G. Callen (né Grisha Alexandrovich Nikolaev)
- LL Cool J (VF : Sidney Kotto) : Agent Spécial Sam Hanna
- Daniela Ruah (VF : Laëtitia Lefebvre) : Agent Spécial Kensi Blye
- Eric Christian Olsen (VF : Axel Kiener) : Agent Spécial Marty Deeks
- Linda Hunt (VF : Marie-Martine) : Henrietta « Hetty » Lange (épisode 1 uniquement)
- Medalion Rahimi (VF : Chloé Renaud) : Agent Spécial du NCIS Fatima Namazi
- Caleb Castille  : Agent Spécial du NCIS Devin Roundtree
- Gerald McRaney  : Amiral à la retraite Hollace Kilbride

### Acteurs récurrents et invités
- Elizabeth Bogush : Joelle Taylor (Episode 1-21) - Ex de Callen
- Vyto Ruginis : Arkady Kolchek (Episode 20-22) - Ancien espion russe, ami de Callen & père d’Ana
- Bar Paly : Anastasia « Anna » Kolcheck (Episode 11-17-21-22) - Fille d'Arkady Kolcheck et petite-amie de Callen
- Erik Palladino : Vostanik Sabatino (Episode 18)
- Peter Cambor : Nate "Doc" Getz (épisode 11-16-17)

## Épisodes

### Épisode 1:Sujet 17
- États-Unis /  Canada : 10 octobre 2021 sur CBS / Global
- Belgique : 18 mai 2022 sur RTL-TVI
- Suisse : 13 mars 2022 sur RTS Un
- France : 10 août 2024 sur M6

- États-Unis : 5,85 millions de téléspectateurs (première diffusion)

### Épisode 2:Fukushu
- États-Unis /  Canada : 17 octobre 2021 sur CBS / Global
- Belgique : 18 mai 2022 sur RTL-TVI
- France : 10 août 2024 sur M6

- États-Unis : 5,62 millions de téléspectateurs (première diffusion)

### Épisode 3:Soumission
- États-Unis /  Canada : 24 octobre 2021 sur CBS / Global
- Belgique : 25 mai 2022 sur RTL-TVI
- France : 17 août 2024 sur M6

- États-Unis : 5,78 millions de téléspectateurs (première diffusion)

### Épisode 4:Toutes mes condoléances
- États-Unis /  Canada : 31 octobre 2021 sur CBS / Global
- Belgique : 25 mai 2022 sur RTL-TVI
- France : 17 août 2024 sur M6

- États-Unis : 5,07 millions de téléspectateurs (première diffusion)

### Épisode 5:Divisés, nous sombrons
- États-Unis /  Canada : 7 novembre 2021 sur CBS / Global
- Belgique : 1er juin 2022 sur RTL-TVI
- France : 17 août 2024 sur M6

- États-Unis : 5,37 millions de téléspectateurs (première diffusion)

### Épisode 6:Crépuscule
- États-Unis /  Canada : 21 novembre 2021 sur CBS / Global
- Belgique : 1er juin 2022 sur RTL-TVI
- France : 17 août 2024 sur M6

- États-Unis : 5,21 millions de téléspectateurs (première diffusion)

### Épisode 7:Le Marin perdu
- États-Unis /  Canada : 2 janvier 2022 sur CBS / Global
- France : 17 août 2024 sur M6

- États-Unis : 5,17 millions de téléspectateurs (première diffusion)

### Épisode 8:La Patrie des loups
- États-Unis /  Canada : 9 janvier 2022 sur CBS / Global
- France : 24 août 2024 sur M6

- États-Unis : 5,30 millions de téléspectateurs (première diffusion)

### Épisode 9:Sous influence
- États-Unis /  Canada : 27 février 2022 sur CBS / Global
- France : 24 août 2024 sur M6

- États-Unis : 5,53 millions de téléspectateurs (première diffusion)

### Épisode 10:Là où repose la loyauté
- États-Unis /  Canada : 6 mars 2022 sur CBS / Global
- France : 24 août 2024 sur M6

- États-Unis : 5,45 millions de téléspectateurs (première diffusion)

### Épisode 11:Le diable se cache dans les détails
- États-Unis /  Canada : 13 mars 2022 sur CBS / Global
- France : 24 août 2024 sur M6

- États-Unis : 5,34 millions de téléspectateurs (première diffusion)

### Épisode 12:La nuée
- États-Unis /  Canada : 20 mars 2022 sur CBS / Global
- France : 24 août 2024 sur M6

- États-Unis : 5,60 millions de téléspectateurs (première diffusion)

### Épisode 13:Bona fide
- États-Unis /  Canada : 27 mars 2022 sur CBS / Global
- Suisse :
- Belgique :
- France : 31 août 2024 sur M6

- États-Unis : 5,21 millions de téléspectateurs (première diffusion)

### Épisode 14:La boite de Pandore
- États-Unis /  Canada : 27 mars 2022 sur CBS / Global
- Suisse :
- Belgique :
- France : 31 août 2024 sur M6

- États-Unis : 4,91 millions de téléspectateurs (première diffusion)

### Épisode 15:Perception
- États-Unis /  Canada : 10 avril 2022 sur CBS / Global
- Suisse :
- Belgique :
- France : 31 août 2024 sur M6

- États-Unis : 5,26 millions de téléspectateurs (première diffusion)

### Épisode 16:Chien de guerre
- États-Unis /  Canada : 17 avril 2022 sur CBS / Global
- Suisse :
- Belgique :
- France : 31 août 2024 sur M6

- États-Unis : 5,64 millions de téléspectateurs (première diffusion)

### Épisode 17:Genèse
- États-Unis /  Canada : 24 avril 2022 sur CBS / Global
- Suisse :
- Belgique :
- France : 31 août 2024 sur M6

- États-Unis : 5,65 millions de téléspectateurs (première diffusion)

### Épisode 18:Sans le sou
- États-Unis /  Canada : 1er mai 2022 sur CBS / Global
- Suisse :
- Belgique :
- France : 7 septembre 2024

- États-Unis : 5,21 millions de téléspectateurs (première diffusion)

### Épisode 19:Lanceur d'alerte
- États-Unis /  Canada : 1er mai 2022 sur CBS / Global
- Suisse :
- Belgique :
- France : 7 septembre 2024

- États-Unis : 5,19 millions de téléspectateurs (première diffusion)

### Épisode 20:Travail & famille
- États-Unis /  Canada : 8 mai 2022 sur CBS / Global
- Suisse :
- Belgique :
- France : 7 septembre 2024

- États-Unis : 5,18 millions de téléspectateurs (première diffusion)

### Épisode 21:Dans le terrier du lapin
- États-Unis /  Canada : 15 mai 2022 sur CBS / Global
- Suisse :
- Belgique :
- France : 7 septembre 2024

- États-Unis : 5,33 millions de téléspectateurs (première diffusion)

### Épisode 22: Réunion
- États-Unis /  Canada : 22 mai 2022 sur CBS / Global
- Suisse :
- Belgique :
- France : 7 septembre 2024

- États-Unis : 4,44 millions de téléspectateurs (première diffusion)